# 市政府站 (臺中市公車站)
24°09′48.9″N 120°38′50.5″E / 24.163583°N 120.647361°E

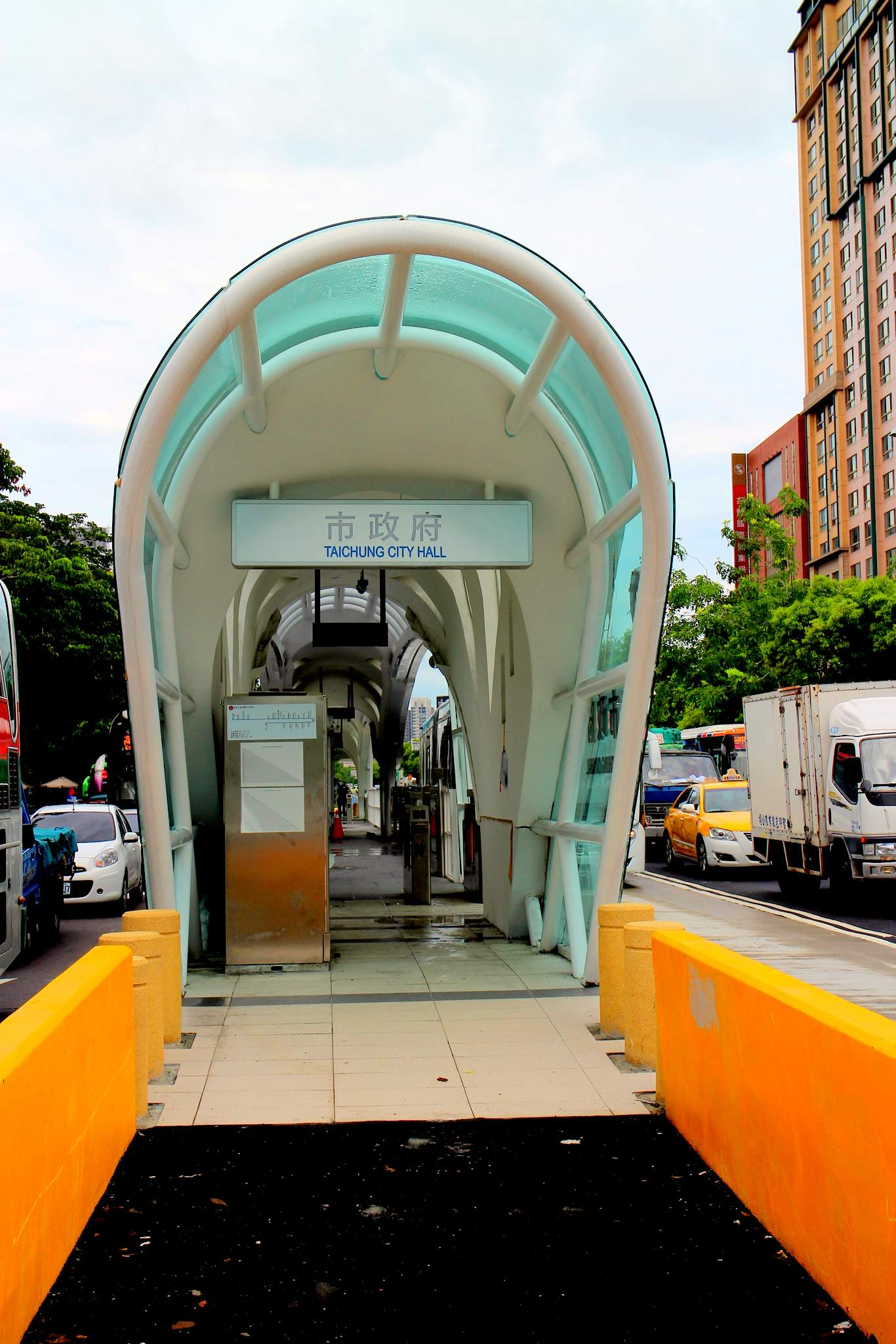
BRT市政府站東行站站體
（2號出口處）

市政府站是位於臺灣臺中市西屯區的臺灣大道幹線公車站。2014年7月27日啟用時，為台中BRT藍線車站，2015年7月8日轉型為臺灣大道幹線公車站。

## 車站歷史
- 2014年7月27日：正式啟用。
- 2015年7月8日：臺中市快捷巴士系統廢除後，原藍線車站改為臺中市公車臺灣大道幹線的公車站，有臺中市公車300路、301路、302路、303路、304路、305路、306路、307路、308路停靠本站。[1]
- 2017年5月26日：增停機場接駁公車A2路。[2]
- 2017年7月7日：增停309路公車。[3] [4]
- 2018年2月5日：增停310路公車。

## 車站概要
車站位於臺灣大道三段與文心路口交界地面，於2014年7月27日正式啟用。車站分為兩座地面車站，與BRT專用車道同建於臺灣大道三段兩側的快、慢車道之間，設置雙向出口。

## 車站結構

### 車站車道配置
| 慢車道           |                                  |
| 側式月台（西行） |                                  |
| 公車專用車道     | ← 往靜宜大學方向（新光／遠百站） |
| 快車道           | 臺灣大道三段                     |
| 快車道           | 臺灣大道三段                     |
| 公車專用車道     | →往臺中火車站方向（頂何厝站） →  |
| 側式月台（東行） |                                  |
| 慢車道           |                                  |

### 車站出入口
市政府站為兩座地面車站，單向共2處出口，雙向共4處。
- 東行站（往臺中火車站方向）出口設置位置
  - 1號出口：中橋花園飯店大門前
  - 2號出口：臺灣大道文心路口
- 西行站（往靜宜大學方向）出口設置位置
  - 1號出口：臺灣大道文心路二段11巷口
  - 2號出口：臺灣大道文心路口

## 車站週邊
- 1號出口：
  - 臺中市政府（臺灣大道市政大樓）
  - 國立中興大學附屬臺中高級農業學校第二校區
  - 臺中市西屯區惠來國民小學
  - 七期重劃區
  - 臺中捷運█綠線市政府站
  - 臺中捷運█藍線市政府站(規劃中，站外轉乘)
- 2號出口：
  - YouBike 市政府（文心樓）
  - 臺中市政府警察局總局
  - 愛買量販
  - 七期重劃區

## 慢車道公車轉乘
台中市公車：
- 1號出口：
  - 臺中市政府：33、48、73、77、151、152、152區、153、153副、153區、157、199、199延、323、324、325、326、359
  - 大遠百：5、155、199、199延
- 2號出口：
  - 臺灣大道文心路口：23、48、77、199、199延、323、324、325、326
  - 文心臺灣大道口：53、73、157、359
  - 文心四川路口：、23、33、53

國道客運：
- 1號出口：
  - 臺中市政府：1619、1623、1625、9010、9015、9016
- 2號出口：
  - 目前無國道客運